# Voie de circulation (aérodrome)
Pour les articles homonymes, voir Voie de circulation.

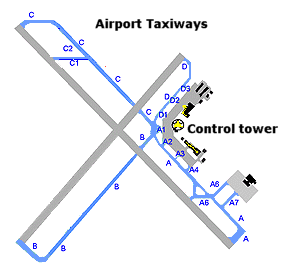
Plan des pistes d'un aéroport avec ses voies de circulation (en bleu).

Une voie de circulation d'un  aérodrome (le terme anglais « taxiway » est plus communément utilisé dans le jargon aéronautique) est une voie délimitée et aménagée pour le déplacement des avions entre les points de stationnement et les pistes.

## Présentation

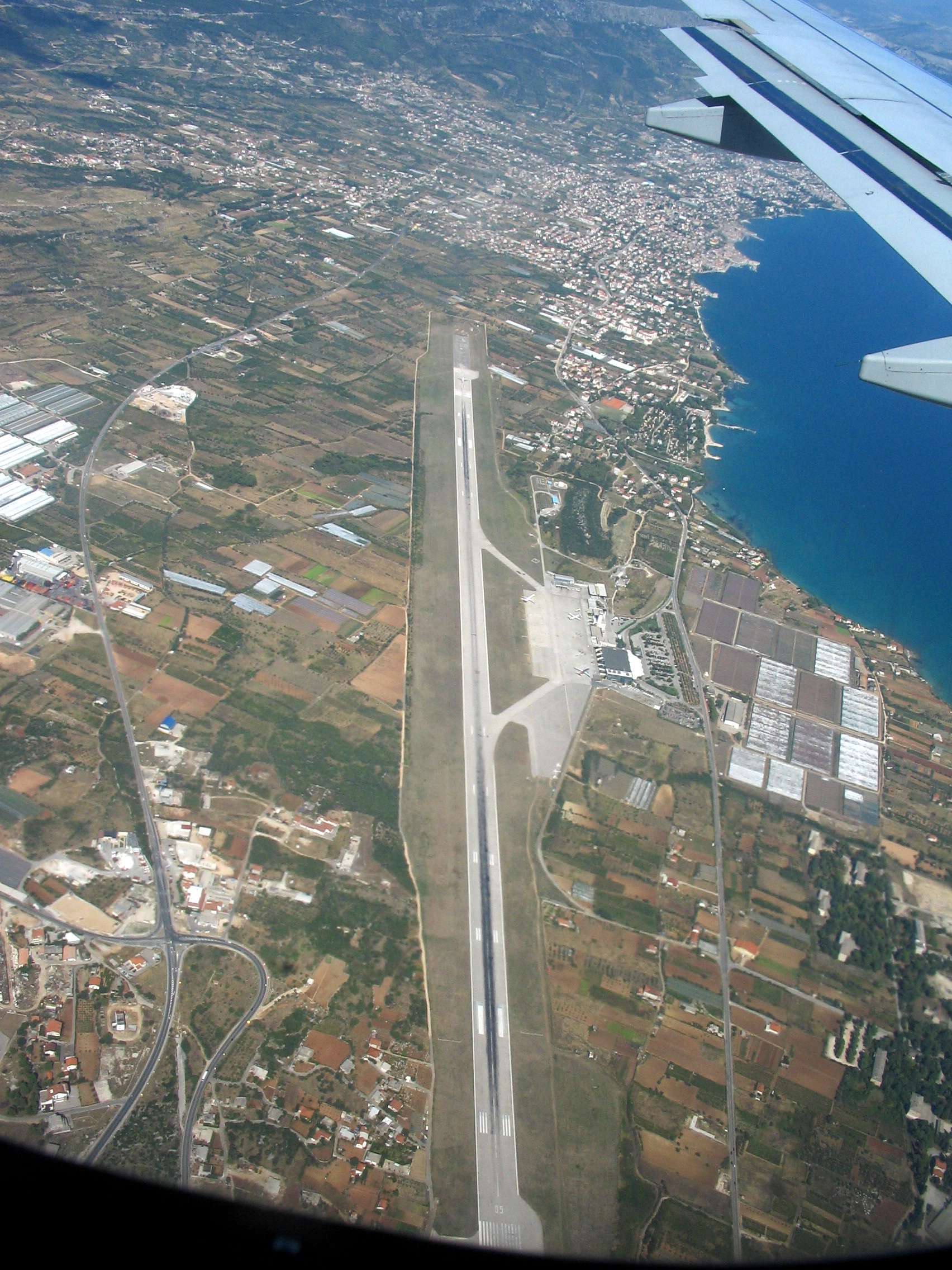
L'aéroport de Split, Croatie, comporte des voies de circulation particulièrement courtes entre le parking et la piste.

Les voies de circulation sont utilisées pour le roulage, la phase où l'avion se déplace entre son point de stationnement et le point d'arrêt avant de pénétrer sur la piste d'envol ou entre la piste d'atterrissage et le point de stationnement. Elles peuvent aussi permettre le déplacement des avions entre diverses zones de l'aérodrome telles que celles destinées à la maintenance, à l'avitaillement, au dégivrage, etc. 
La largeur et la couverture des voies dépendent de l'utilisation de l'aérodrome. On trouve des voies en herbe, en terre battue ou en PSP pour les aérodromes de l'aviation générale et des voies en dur (asphalte, béton ou tarmac) pour les aérodromes, en particulier les aéroports, qui accueillent des avions lourds. 
Les aérodromes à faible trafic ont souvent des voies très courtes, les avions remontent la piste avant le décollage ou après l'atterrissage. Lorsque le trafic est plus important, et afin de limiter le temps d'occupation de la piste pour chaque mouvement, on construit une voie de circulation en parallèle. Sur les grands aéroports les voies de circulation peuvent constituer un véritable réseau permettant les déplacements d'avions avec un minimum de croisements. On peut alors trouver des voies de sortie rapide entre la piste et la voie de circulation parallèle ; ces voies peuvent être empruntées à des vitesses plus élevées que le roulage normal. 

## Normes et règlementations

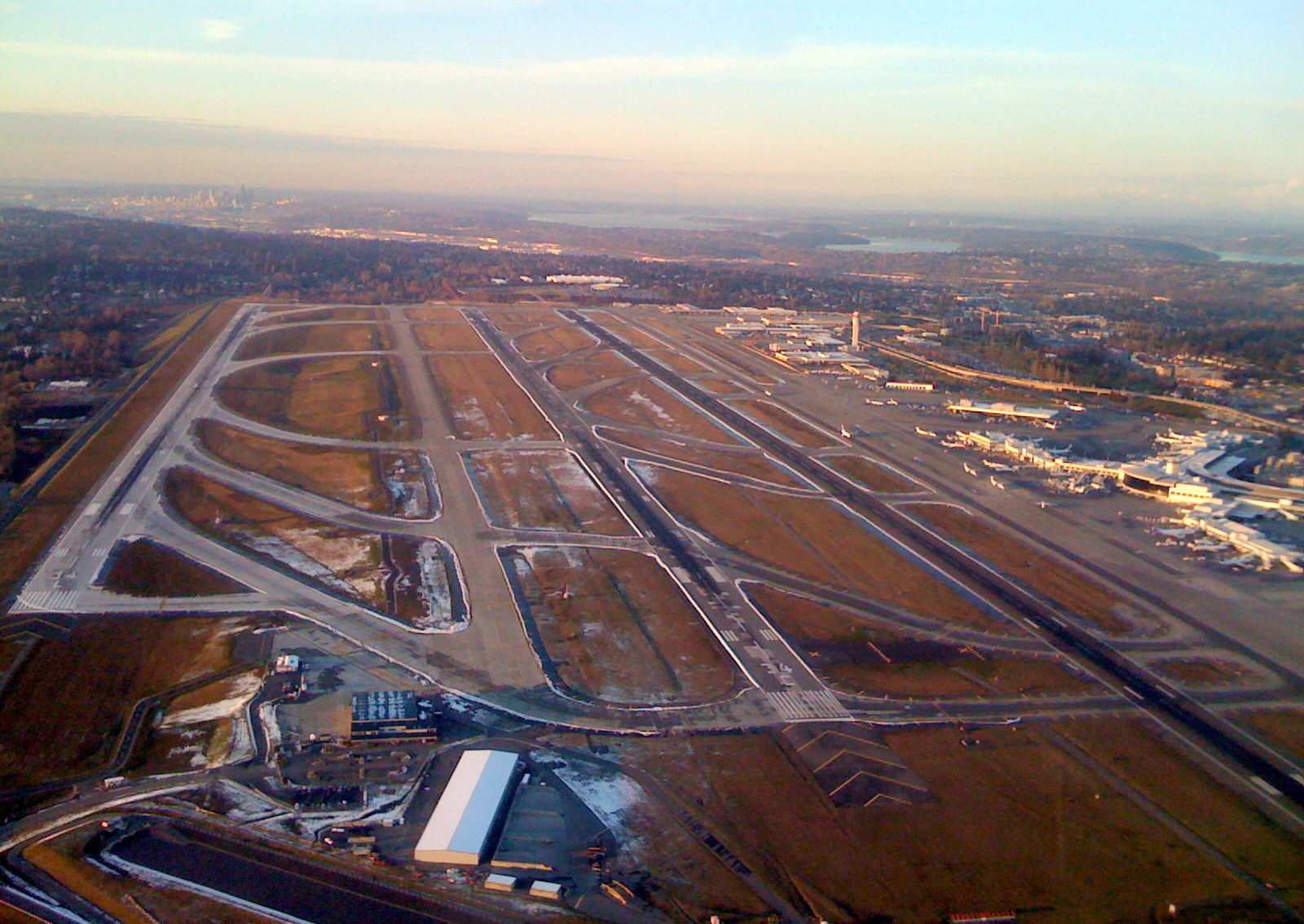
L'aéroport de Seattle, aux États-Unis, comporte 3 pistes parallèles et l'une des voies de circulation (T) est située entre la piste 34L (gauche) et 34C (centre) : en 2015 un vol commercial régulier a atterri sur le taxiway au lieu de la piste.

L'OACI définit des normes et en recommande l'usage pour les infrastructures des aérodromes. Pour les voies de circulation ces normes concernent les caractéristiques techniques (largeur, matériaux de couverture, etc), l'identification (lettres ou chiffres) et le marquage (peinture au sol, panneaux de signalisation et balise lumineuses). Ces recommandations sont éventuellement reprises par les instances nationales (FAA pour les États-Unis, DGAC pour la France, etc) qui peuvent les rendre obligatoires pour la certification de l'aérodrome,,,. 

## Application pratique
L'OACI effectue une distinction entre aéroports, utilisés par les compagnies aériennes et pour lesquels les recommandations ont valeur de normes, et aérodromes utilisés pour l'aviation générale. 
D'une manière générale les voies de circulation destinées aux avions ont un marquage de couleur jaune sur fond noir. 
Les voies de circulation sont signalées par une ligne jaune continue au centre et, éventuellement, une double ligne pointillée ou continue sur les côtés. Le franchissement des lignes continues sur les côtés n'est pas autorisé. Une quadruple ligne jaune, continue et pointillée alternées, indique un point d'arrêt avant de pénétrer sur une piste. 
Les voies de circulation sont identifiées par un code alphanumérique en noir sur fond jaune. Les mêmes couleurs sont utilisées pour les éventuels panneaux de signalisation. Des lumières bleues omnidirectionnelles sont utilisées la nuit pour délimiter les voies de circulation. La ligne centrale est parfois équipée de lumières vertes encastrées. 
Les codes couleur utilisés évitent, en principe, la confusion entre les voies de circulation réservées aux avions, les pistes et les voies de circulation réservées aux véhicules divers. 